# Verrückt nach dir (Film)
Verrückt nach dir ist eine US-amerikanische romantische Komödie aus dem Jahre 2010 von Nanette Burstein. Der Film behandelt das Kennenlernen eines jungen Liebespaares in New York und ihre sechswöchige Zeit dort sowie ihre räumliche Trennung im Anschluss daran verbunden mit den daraus resultierenden Problemen, die immer wieder zu amüsanten Vorkommnissen führen.

## Handlung
Durch einen harmlosen Sommerflirt lernen sich Erin und Garrett in New York kennen und beginnen eine eher lockere Beziehung. Da Erin jedoch nach ihrem sechswöchigen Praktikum bei einer Zeitung von New York zurück nach San Francisco zieht und Garrett durch seinen Job bei einer Plattenfirma die Stadt nicht verlassen kann, beschließen die beiden, eine Fernbeziehung zu führen. Es zeigt sich jedoch, dass eine Fernbeziehung, wie ihnen mehrere ihrer Freunde sagen, nicht so einfach zu führen ist. Aber nicht nur das nicht Beieinandersein nagt an der Beziehung, auch Freunde und Verwandte der beiden würden es lieber sehen, wenn sie die Beziehung beenden würden.
Die beiden besuchen sich gegenseitig an der West- und Ostküste der USA. Während der gemeinsam verbrachten Zeit blüht ihre Beziehung auf, ist jeder allein für sich, wird sie auf eine harte Probe gestellt. Erin gelingt es nicht, eine Anstellung bei einer New Yorker Zeitung zu erhalten. Stattdessen wird ihr ein Job an der Westküste angeboten. Daraufhin scheint ihre Beziehung beendet.
Nach einiger Zeit erhält Erin Eintrittskarten für ein Konzert der Band The Boxer Rebellion, die Erin schon einmal zusammen mit Garrett besucht hatte. Beim erneuten Konzertbesuch der Band trifft Erin auf Garrett. Dieser eröffnet ihr, dass er nicht mehr bei dem New Yorker Plattenlabel angestellt ist, sondern inzwischen als Manager der Band The Boxer Rebellion tätig ist. Für seinen neuen Job hat er seinen Wohnsitz nach Los Angeles verlegt, weswegen er nun gerade einmal eine Flugstunde von Erin entfernt wohnt.
Aufgrund dieser veränderten Rahmenbedingungen ihrer Beziehung blüht das Verhältnis zwischen den beiden erneut auf.

## Hintergrund
Verrückt nach dir wurde in New York City gedreht. Die Dreharbeiten erfolgten unter anderem im Juli 2009. Die Produktionskosten des Films wurden auf rund 32 Millionen US-Dollar geschätzt. Am 27. August 2010 feierte der Film seine Weltpremiere im Vereinigten Königreich. Am 2. September 2010 lief er unter anderem in Deutschland und der Schweiz an, in Österreich und den USA einen Tag später. Am Eröffnungswochenende wurden in den USA über 8,5 Millionen eingespielt. Insgesamt beliefen sich die Einnahmen in den USA auf über 17,8 Millionen US-Dollar.
Der Drehbuchautor Geoff LaTulippe, der ein guter Freund des Produzenten Dave Neustadter ist, schrieb das Drehbuch in Anlehnung an eine frühere Fernbeziehung Neustadters.

## Synchronisation
Die deutsche Synchronbearbeitung entstand bei Berliner Synchron.
| Darsteller           | Deutscher Sprecher | Rolle       |
| -------------------- | ------------------ | ----------- |
| Drew Barrymore       | Nana Spier         | Erin        |
| Justin Long          | Julien Haggège     | Garrett     |
| Leighton Meester     | Magdalena Turba    | Amy         |
| Kristen Schaal       | Anna Carlsson      | Barkeeperin |
| Jason Sudeikis       | Thomas Nero Wolff  | Box         |
| Natalie Morales      | Julia Ziffer       | Brandy      |
| Kelli Garner         | Dascha Lehmann     | Brianna     |
| Christina Applegate  | Bianca Krahl       | Corinne     |
| Oliver Jackson-Cohen | Tim Knauer         | Damon       |
| Charlie Day          | Gerrit Schmidt-Foß | Dan         |
| Matt Servitto        | Frank-Otto Schenk  | Hugh        |
| June Diane Raphael   | Cathlen Gawlich    | Karen       |
| Mike Birbiglia       | Karlo Hackenberger | Kellner     |
| Stink Fisher         | Marco Kröger       | Muskelprotz |
| Jim Gaffigan         | Frank Schröder     | Phil        |
| Terry Beaver         | Kaspar Eichel      | Professor   |
| Rob Riggle           | Frank Röth         | Ron         |
| Ron Livingston       | Boris Tessmann     | Will        |
| Graham Davie         | Philip Kazcor      | Zach        |

## Soundtrack
Am 27. August 2010 veröffentlichte Sony Classical einen Soundtrack, der 19 Musiktitel enthält.
| Nr. | Titel                                                  |
| --- | ------------------------------------------------------ |
| 1.  | Either Way                                             |
| 2.  | Places                                                 |
| 3.  | Hey Na Na                                              |
| 4.  | In Transit                                             |
| 5.  | Just Like Heaven – Album Version                       |
| 6.  | Don’t Get Me Wrong                                     |
| 7.  | Spitting Fire                                          |
| 8.  | Could We                                               |
| 9.  | Cold Flame                                             |
| 10. | Prizefighter                                           |
| 11. | The Reeling – Groove Police Remix                      |
| 12. | Harold T. Wilkins, Or How To Wair For A Very Long Time |
| 13. | Here Comes A Regular                                   |
| 14. | If You Run                                             |
| 15. | „Learningalilgivinanlovin“                             |
| 16. | Half Of Something Else – Acoustic Version              |
| 17. | Either Way (Exklusiv-Titel)                            |
| 18. | Half of Something Else (Exklusiv-Titel)                |
| 19. | The Reeling – Groove Police Remix (Exklusiv-Titel)     |

Die britische Rockband The Boxer Rebellion trat im Film mit mehreren Musiktiteln auf, darunter Evacuate und Spitting Fire, die beide 2009 auf dem Album Union veröffentlicht wurden. Der Musiktitel If You Run wurde für das Finale des Films geschrieben.

## Kritiken
Mit der „fröhlichen Romanze über Distanzbeziehungen“ feierte die Dokumentarfilmerin Nanette Burstein nach Urteil der Redaktion der Cinema ein Spielfilmdebüt mit einer „im Grunde simplen Story“. Daraus lässt sie „ein fröhliches Liebeschaos entstehen“. „Der Humor ist mal frech, mal trocken, der stereotype Hollywood-Liebesschwulst wird zwischendurch gar lustvoll auf die Schippe genommen“, urteilt die Redaktion weiter. Obwohl Drew Barrymore „für die Anforderungen der Rolle vielleicht schon etwas zu alt“ sei, „stimmt die Chemie zwischen beiden“ Hauptdarstellern. Verrückt nach dir sei „ein Film von ansteckend guter Laune“ und damit eine „unbeschwerte, aber originelle Komödie mit »Top Gun«-Seitenhieben“.